# 维萨里翁·舍巴林
维萨里翁·雅科夫列维奇·舍巴林（俄语：Виссарион Яковлевич Шебалин，1902年6月11日—1963年5月29日），苏联作曲家、音乐教育家，风格较为传统、深沉，受其师米亚斯科夫斯基影响较大。早年曾续成穆索尔斯基的歌剧《索罗钦集市》。曾在莫斯科音乐学院担任重要职务，但在1948年日丹诺夫对“形式主义”的大批判中被解职，后又复职。晚年患中风，几乎失去说话能力，但仍然有不少创作。他的学生包括了赫连尼科夫、古拜杜丽娜和杰尼索夫。